# Christian Heinrich zu Sayn-Wittgenstein-Hohenstein
Christian Heinrich Wolfgang Amelung Karl Friedrich Beno Fürst zu Sayn-Wittgenstein-Hohenstein (Berleburg, 20 september 1908 − Schwarzenau, 17 augustus 1983) was sinds 22 juni 1948 de 5e vorst van Sayn-Wittgenstein-Hohenstein.

## Biografie
Sayn-Wittgenstein-Hohenstein werd geboren als Christian Heinrich Prinz zu Sayn-Wittgenstein-Berleburg en was de tweede zoon van prins Richard zu Sayn-Wittgenstein-Berleburg (1882-1925), 4e vorst en hoofd van het huis zu Sayn-Wittgenstein-Berleburg, en prinses Madeleine zu Löwenstein-Wertheim-Freudenberg (1885-1976). Hij werd bij familieverdrag van 3 mei 1927 geadopteerd door zijn verwant August zu Sayn-Wittgenstein-Hohenstein (1868-1948), 4e vorst en hoofd van het huis zu Sayn-Wittgenstein-Hohenstein; deze adoptie werd gerechtelijk bevestigd op 7 juni 1927. Na het kinderloos overlijden van zijn adoptiefvader volgde hij deze op als 5e vorst zu Sayn-Wittgenstein-Hohenstein.
Sayn-Wittgenstein-Hohenstein trouwde in eerste echt in 1945 met Beatrix Gräfin von Bismarck-Schönhausen (1921-2006) uit de vorstelijke tak van dat geslacht, uit welk huwelijk drie kinderen werden geboren; in 1951 volgde een echtscheiding. Hij hertrouwde in 1960 met Dagmar zu Sayn-Wittgenstein-Hohenstein (1919-2002), kleindochter van Ludwig zu Sayn-Wittgenstein-Hohenstein (1831-1912), 3e vorst en hoofd van het huis zu Sayn-Wittgenstein-Hohenstein, uit welk huwelijk een dochter en een zoon werden geboren.
Sayn-Wittgenstein-Berleburg was volgens familietraditie de 5e vorst zu Sayn-Wittgenstein-Hohenstein en voerde het predicaat Doorluchtigheid. In die titel werd hij opgevolgd door zijn zoon Bernhart zu Sayn-Wittgenstein-Hohenstein (1962).